# 雷克雷奧
29°16′S 65°4′W / 29.267°S 65.067°W

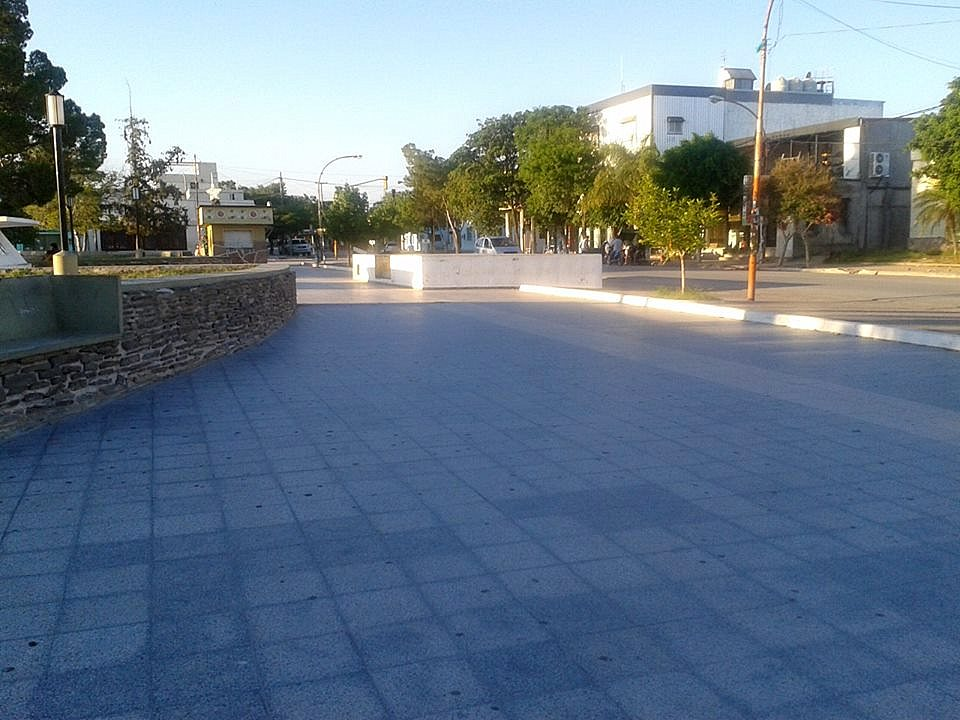
雷克雷奧

雷克雷奧（西班牙語：Recreo），是阿根廷的城市，位於該國西北部卡塔馬卡省，是拉巴斯縣的首府，距離科爾多瓦270公里，平均海拔高度232米，每年平均降雨量631毫米，2001年人口10,147。